# Leroy Miller

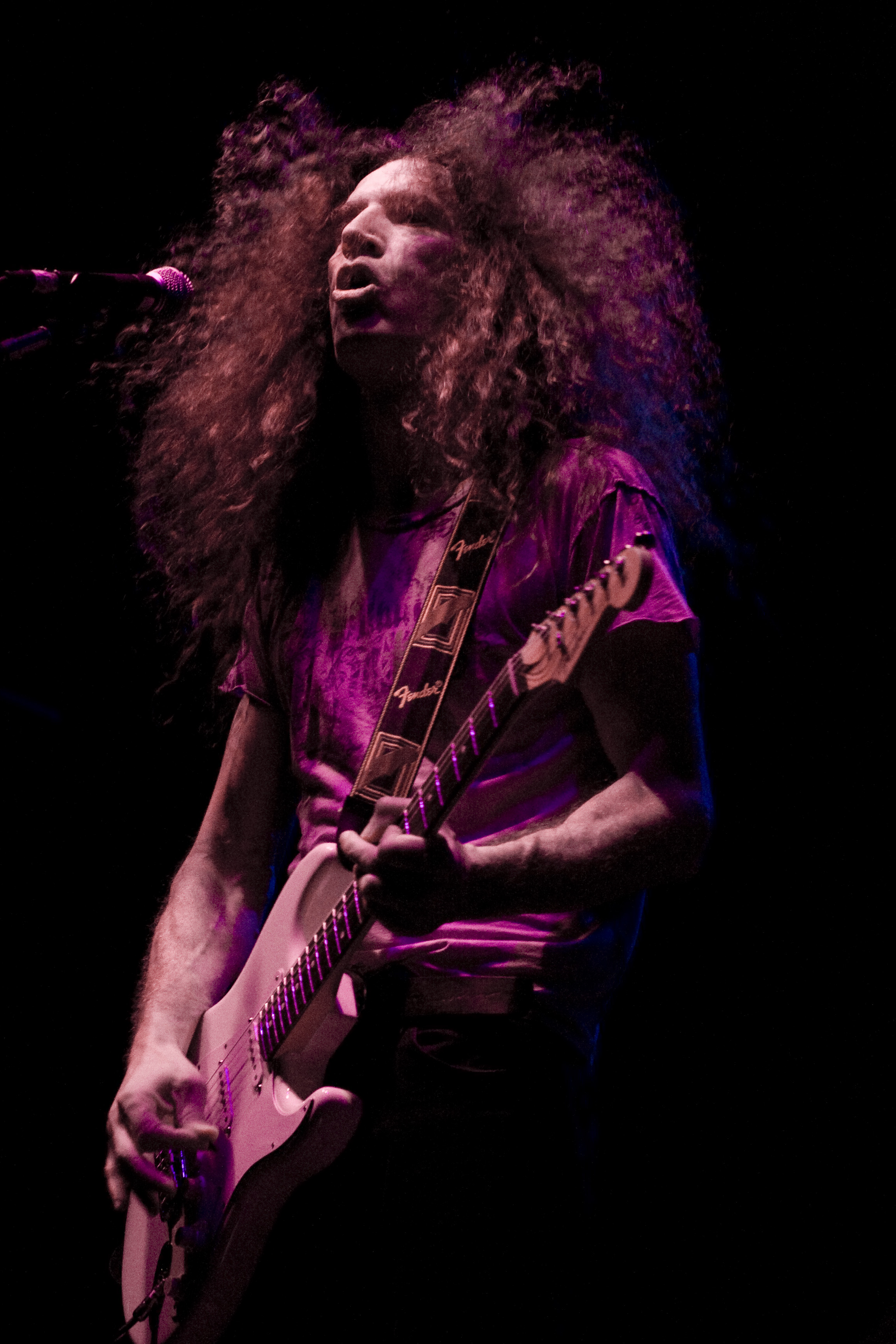
Miller bei einem Konzert mit der Band Smashmouth

Leroy Miller (* 19. Februar 1965 in Spokane, Washington) ist ein US-amerikanischer Sänger, Gitarrist und Songwriter. In Deutschland erlangte er das erste Mal ein größeres Publikum durch das Erscheinen auf den Soundtracks zu den Comedyserien Scrubs – Die Anfänger und Arrested Development.

## Kindheit und Jugend
Bereits sehr früh hatte Miller den Wunsch entweder Motorradrennfahrer, oder Musiker zu werden. So nahm er im Alter von zehn Jahren das erste Mal Gitarrenunterricht und zeigte seinem Lehrer bereits nach einer Woche vier eigene Kompositionen. Der Gitarrenlehrer, überwältigt von Millers Talent, setzte sich mit Millers Eltern in Verbindung und erzählte ihnen vom Talent des Jungen. Deshalb nahmen ihn seine Eltern auf viele verschiedene Konzerte mit und kauften ihm viele Alben von Jimi Hendrix, Buddy Miles und Elton John.

## Hog
In der Schule spielte er ab der 6. Klasse in verschiedenen Bands, nach dem High-School-Abschluss zog er nach Hollywood, gründete die Punk-Band Hog und bekommt mit ihr seinen ersten Plattenvertrag. Das Album Nothing Sacred wurde allerdings kein großer Erfolg, und das Trio trennte sich nach kurzer Zeit wieder.

## Solokünstler
Zunächst musste Miller sich mit kleinen Jobs als Kabelverleger, Tankwart und kleinen Gigs finanziell über Wasser halten. Bald wurden allerdings Plattenfirmen auf ihn aufmerksam und 1999 bekam er seinen ersten Solo-Plattenvertrag bei Hollywood Records und nahm das Album Leroy auf. Bereits vor der offiziellen Veröffentlichung des Albums wollten fünf verschiedene Film- und Werbeproduktionen das Material für ihre Zwecke verwenden:
- Scrubs: Good Time, Away
- The Job: Good Time
- u. a. Chain of Fools: Make it Hot
- Joyride – Spritztour: Make it Hot
- 10 Dinge, die ich an Dir hasse: New World

Auch sonst war das Album finanziell sehr erfolgreich.
Weil Miller jedoch die Art nicht mochte, wie Hollywood Records ihn vermarkten wollte, gründete er bald sein eigenes Label „TML Records“ und veröffentlichte 2005 Squish und 2007 Walla Walla. Von beiden Alben wurden wieder zahlreiche Lieder für Fernsehproduktionen verwendet und beide wurden wieder erfolgreich. Als Veröffentlichungstermin für sein viertes Album Don’t Make Me Beg wurde der Sommer 2010 angegeben, das Album erschien jedoch noch nicht. Außerdem geplant ist ein Best-of-Album, das die bekanntesten Lieder der vier Alben, sowie seine unter Fans berühmt gewordene Akustikversion von Good Time enthalten soll.
2008 war Miller kurzzeitig Leadgitarrist für die Band Smash Mouth und ersetzte damit Greg Camp, der jedoch bald darauf wieder in die Band zurückkehrte.

## Privates
Über Millers Privatleben ist wenig bekannt, aber er wohnt in Kalifornien, was auch in vielen Liedern, wie „I'm From Cali“ (Squish) und „My Way“ (Walla Walla) erwähnt wird.

## Merkmale
Miller legt sich nicht auf einen Musikstil fest, sondern probiert immer neue Sachen aus. Allgemein kann man sagen seine Musik besteht aus einer Mischung von Pop, Soul, Rock, Funk und Country-Musik. Allerdings haben alle Alben einige Gemeinsamkeiten:
- Millers markante Stimme und sein Dialekt sind charakteristisch
- Die Gitarre steht beinahe immer mit dem Schlagzeug im Vordergrund
- Oft sind Scratchelemente enthalten.
- In fast jedem Lied ist ein Gitarrensolo enthalten

### Leroy
Auf seinem ersten Album sind die Punkelemente aus seiner Zeit bei „Hog“ noch gut erkennbar, aber auch die Countrymusik hat großen Einfluss auf viele der Lieder. Im Lied The Way We Carry On besteht eine Strophe aus Sprechgesang, die von Damani Washington eingesungen wird. Basis der Lieder ist quasi immer die stark verzerrte E-Gitarre.

### Squish
Leroys Musik entfernt sich weiter vom Punk und nähert sich dem Funk-/Popgenre. Die E-Gitarre ist nicht mehr Hauptbestandteil aller Lieder, ist jedoch immer noch sehr wichtig für Lieder wie Satisfied, oder Bluebird. Im Lied I'm from Cali sind außerdem Reggaeelemente enthalten.

### Walla Walla
Die Musik wird sehr Country- und Folklastig und die bisher charakteristische E-Gitarre rückt in den Hintergrund. Stattdessen ist der Sound von der Akustikgitarre und dem Schlagzeug geprägt. Die Texte der Lieder drücken Millers optimistischen Lebensstil aus.

### Don’t Make Me Beg
Laut Millers eigener Aussage soll das Album wieder wie Leroy werden, als geprägt von harten Riffs und der E-Gitarre.

## Sonstiges
- Miller ist überzeugter Nutzer von Fendergitarren und ist auch auf in der Liste von „Fenderartists“ auf der Internetseite der Firma aufgelistet. Meist wird er gesehen mit der Fender Stratocaster oder der Fender Telecaster.
- Miller kann die meisten der Instrumente, die auf seinen Alben zu hören sind, selbst gut spielen, bleibt seinem Gitarrenspiel aber immer treu. Trotzdem ist er auf den Alben auch als Keyboarder, Beatproduzent und DJ zu hören.
- Miller schreibt teilweise auch für, oder mit anderen Künstlern. So hat er mit Ken Coomer das Lied Why geschrieben und gesungen und hat einige Lieder für David Martínez geschrieben. Beispiel dafür ist Hey Mary.
- Über Millers Familie, Beziehungen und seine Freunde ist nichts bekannt. Sicher ist nur, dass er in Kalifornien lebt.
- In dem Lied Error of my Ways baute Miller Aufnahmen des alten High-School-Orchester seines Vaters ein.

## Diskografie
- Leroy (2001)
- Squish (2005)
- Walla Walla (2007)
- Don’t Make Me Beg (2010)
- Temple (2013)